# 第一届全国人民代表大会各专门委员会
第一届全国人民代表大会各专门委员会是中华人民共和国第一届全国人民代表大会设立的专门委员会，任期由1954年9月至1959年4月。
1954年9月20日第一届全国人民代表大会第一次会议通过的《中华人民共和国宪法》第三十四条规定：“全国人民代表大会设立民族委员会、法案委员会、预算委员会、代表资格审查委员会和其他需要设立和委员会。”“民族委员会和法案委员会，在全国人民代表大会闭会期间，受全国人民代表大会常务委员会的领导。”1954年9月20日第一届全国人民代表大会第一次会议通过的《中华人民共和国全国人民代表大会组织法》第二十五条规定：“各委员会都由主任委员一人、副主任委员若干人和委员若干人组成。”“主任委员和委员的人选，由全国人民代表大会会议主席团在代表中提名，由全国人民代表大会会议通过；副主任委员由委员互推。”第一届全国人民代表大会设立4个专门委员会：民族委员会、法案委员会、预算委员会、代表资格审查委员会。民族委员会与第一届全国人民代表大会常务委员会民族室是两块牌子一套人马。法案委员会与第一届全国人民代表大会常务委员会法律室是两块牌子一套人马。
1954年9月16日第一届全国人民代表大会第一次会议通过代表资格审查委员会的主任委员和委员人选。
1954年9月28日第一届全国人民代表大会第一次会议通过民族委员会、法案委员会、预算委员会的主任委员和委员人选。
1956年6月30日第一届全国人民代表大会第三次会议补选部分专门委员会委员。
1958年1月31日第一届全国人民代表大会常务委员会第九十三次会议宣布，已经由原选举单位正式撤销全国人民代表大会代表资格的右派分子所担任的部分专门委员会委员，当然随着代表资格的撤销而撤销。
1958年2月1日第一届全国人民代表大会第五次会议决定罢免右派分子的部分专门委员会委员职务。
1958年2月11日第一届全国人民代表大会第五次会议补选部分专门委员会委员。

## 民族委员会
1954年9月28日第一届全国人民代表大会第一次会议通过主任委员和委员人选。
1954年9月30日第一届全国人民代表大会民族委员会第一次会议互推副主任委员。
- 主任委员：刘格平（回）
- 副主任委员：张执一、鲍尔汉（维）、奎璧（蒙）、张冲（彝）、谢扶民（壮）、桑吉悦希（藏）
- 委员（85人，按姓名笔划排列）：刀京版（傣）、王其梅（汉）、王海民（彝）、王國興（黎）、王德安（苗）、召存信（傣）、札喜旺徐（藏）、田富达（高山）、申云浦（汉）、石邦智（苗）、安尼瓦尔·加库林（哈萨克）、朱早观（苗）、朱德海（朝鲜）、艾斯海提（塔塔尔）、吕剑人（汉）、李光华（拉祜）、李光荣（瑶）、李和才（哈尼）、邦达多吉（藏）、赤江·罗桑意西（藏）、依敏诺夫（维）、周仁山（汉）、周保中（民家）、和万宝（纳西）、帕提汉·苏古尔巴也夫（哈萨克）、松布（土）、果基木古（彝）、金信淑（朝鲜）、阿不列孜·木汉买提（维）、阿旺嘉错（藏）、奎璧（蒙）、胡忠华（佧佤）、计晋美（藏）、降央伯姆（藏）、夏克刀登（藏）、夏康农（汉）、桑吉悦希（藏）、乌兰（蒙）、特木尔巴根（蒙）、马玉槐（回）、马鸿宾（回）、马腾霭（回）、张仲良（汉）、张冲（彝）、张执一（汉）、陈永康（布依）、陈基义（侗）　、陈经畲（回）、陆庆美（水家）、喜饶嘉错（藏）、普照（彝）、华尔功成烈（藏）、覃应机（僮）、买买提艾沙（柯尔克孜）、费孝通（汉）、黄正清（藏）、黄现璠（僮）、杨代蒂（彝）、杨汉先（苗）、达理札雅（蒙）、雷春国（景颇）、廖志高（汉）、蒙素芬（布依）、裴阿欠（傈僳）、赵世同（僮）、赵志强（回）、赵乐群（僮）、欧百川（苗）、欧根（民家）、翦伯赞（维）、噶喇藏（蒙）、穆义提（维）、鲍尔汉（维）、龙明传（侬）、谢扶民（僮）、谢富治（汉）、谢鹤筹（僮）、赛夫拉也夫（维）、蓝昌法（瑶）、罗常培（满）、关山复（满）、苏新（羌）、苏谦益（汉）、龚绶（傣）[7]

1956年6月30日补选：
- 委员：周林（汉）、杨文贵（苗）[8]

1958年2月1日决定罢免右派分子：
- 委员：费孝通、黄现璠、欧百川[9]

1958年2月11日补选：
- 委员：吴通明（苗）、吕振羽（汉）、黄荣（僮）、赛力玛·塔力甫瓦（维吾尔）[10]

## 法案委员会
1954年9月28日第一届全国人民代表大会第一次会议通过主任委员和委员人选。

1954年9月30日第一届全国人民代表大会法案委员会第一次会议互推副主任委员。
- 主任委员：张苏
- 副主任委员：武新宇、钱端升、周鲠生
- 委员（33人，按姓名笔划排列）：甘泗淇、何世琨、何遂、吴昱恒、周新民、周鲠生、邵力子、武新宇、俞寰澄、高克林、梅汝璈、章蕴、许德珩、许宝驹、张云川、陈其尤、陈铭枢、黄绍竑、黄琪翔、雷洁琼、刘子久、刘斐、卢汉、钱昌照、钱俊瑞、钱端升、薛暮桥、谢雪红、韩幽桐、蚁美厚、罗隆基、罗毅[11]

1958年1月31日宣布已随着全国人民代表大会代表资格的撤销而撤销：
- 委员：钱端升[6]

1958年2月1日决定罢免右派分子：
- 委员：张云川、陈铭枢、黄绍竑、黄琪翔、谢雪红、罗隆基[9]

1958年2月11日补选：
- 委员：吴德峰、宋琏、李书城、陈劭先、屈武、高崇民、张砺生[10]

## 预算委员会
1954年9月28日第一届全国人民代表大会第一次会议通过主任委员和委员人选。

1954年9月30日第一届全国人民代表大会预算委员会第一次会议互推副主任委员。
- 主任委员：刘澜涛
- 副主任委员：程子华、王绍鏊、李承干
- 委员（27人，按姓名笔划排列）：王芸生、王绍鏊、吴晗、李明灏、李承干、李范五、周叔弢、周纯全、屈武、邱及、侯连瀛、姚依林、盛丕华、许之桢、许广平、陈绍宽、汤桂芬、曾昭抡、程子华、甯武、邓宝珊、刘文辉、刘景范、刘导生、潘震亚、鲍尔汉[12]

1958年1月31日宣布已随着全国人民代表大会代表资格的撤销而撤销：
- 委员：曾昭抡[6]

1958年2月11日补选：
- 委员：陈此生、[10]

## 代表资格审查委员会
1954年9月16日第一届全国人民代表大会第一次会议通过主任委员和委员人选。
- 主任委员：马明方
- 委员（18人，按姓名笔划排列）：王维舟、平杰三、朱蕴山、吴芝圃、成柏仁、李永、李澄之、车向忱、周素园、胡厥文、徐立清、涂长望、庄希泉、陈汝棠、杨之华、杨静仁、郑振铎、罗叔章[13]